# Landaulet

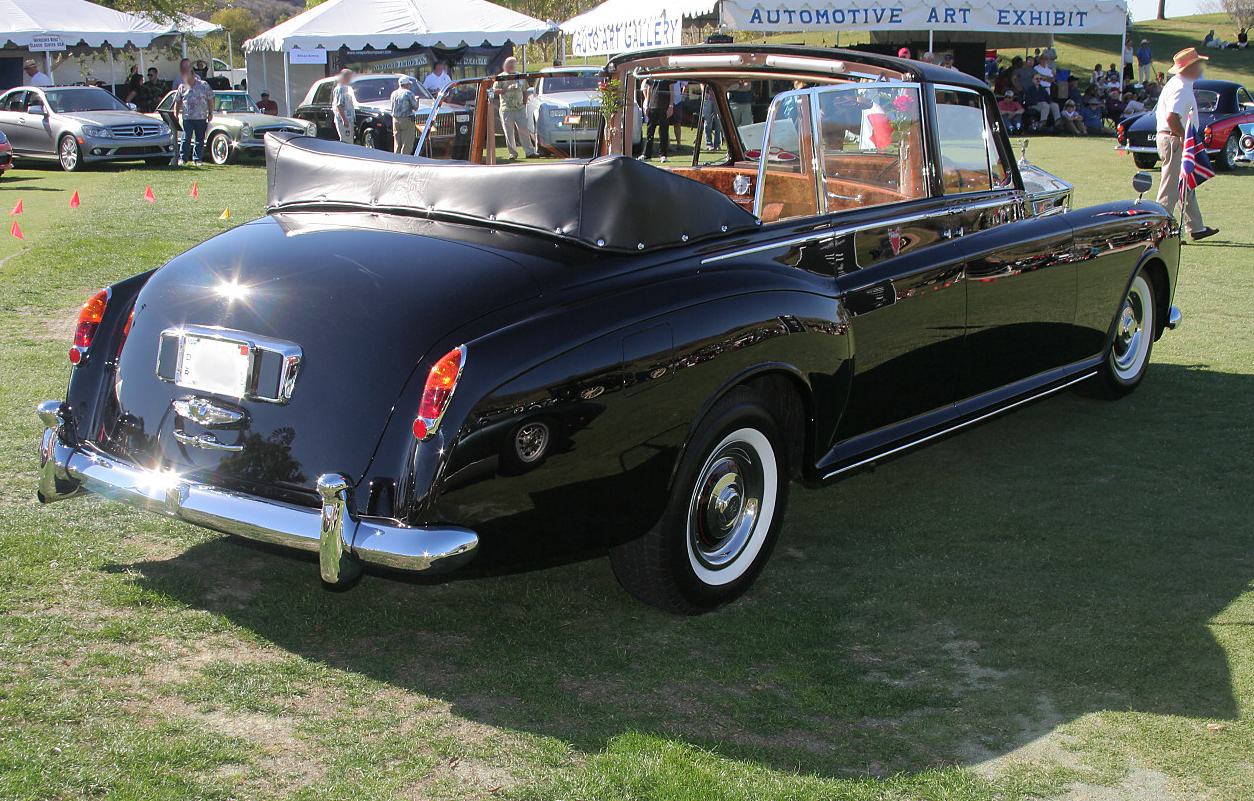
Rolls-Royce Phantom V Landaulet estatal de 1966

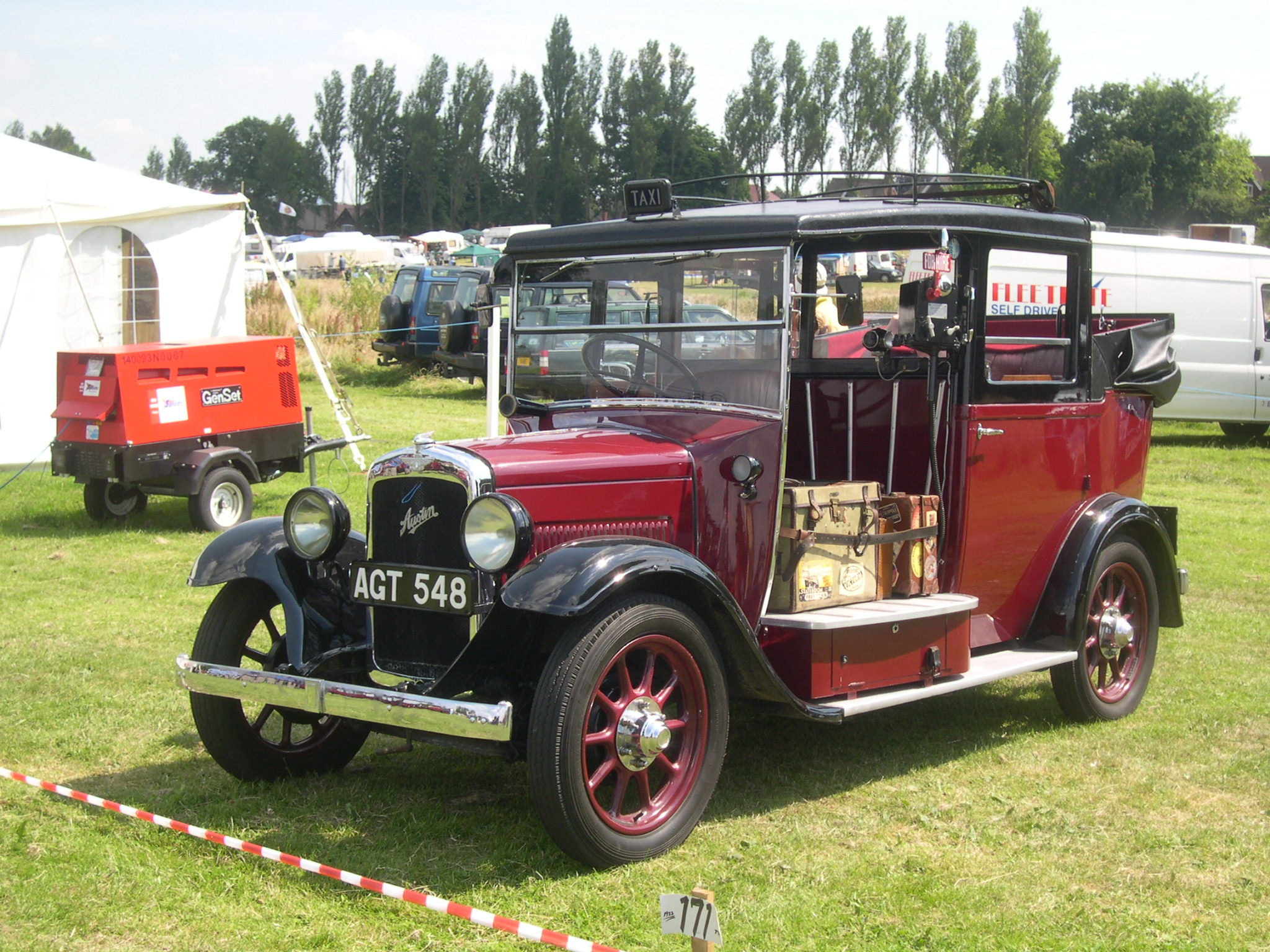
Taxi Austin 12/4 de 1934

Un landaulet, también conocido como landaulette, es un tipo de carrocería en el que los pasajeros traseros están cubiertos por un descapotable. A menudo, como en el caso de una limusina, el conductor está separado en la parte posterior del vehículo por una división.
Durante la primera mitad del siglo XX, los taxis eran a menudo landaulets, siendo comunes en las ciudades más grandes modelos como el Austin 12/4 y el Checker Model G y el primer Checker Model A.
A mediados del siglo XX se construyeron landaulets para que figuras públicas como jefes de Estado los usaran en procesiones o desfiles formales cuando deseaban ser más visibles para grandes multitudes. Los coches abiertos ahora se utilizan con menos frecuencia debido a preocupaciones de seguridad.

## Historia

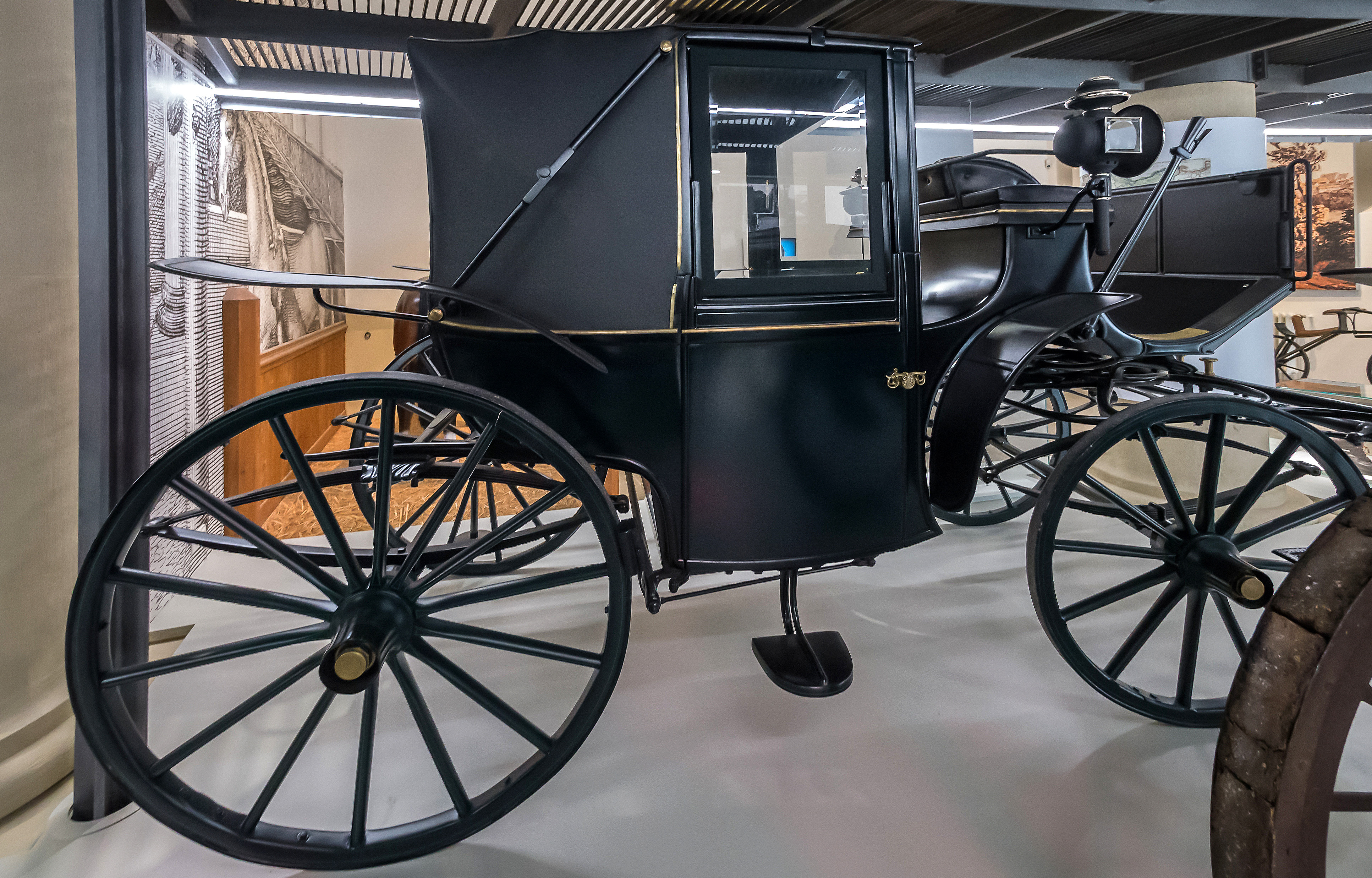
Un vagón landaulet con el techo cerrado.

Panhard de 8 CV de 1904
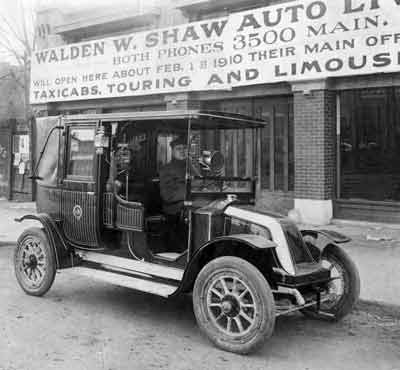
Taxi Croxton-Keeton de 1910
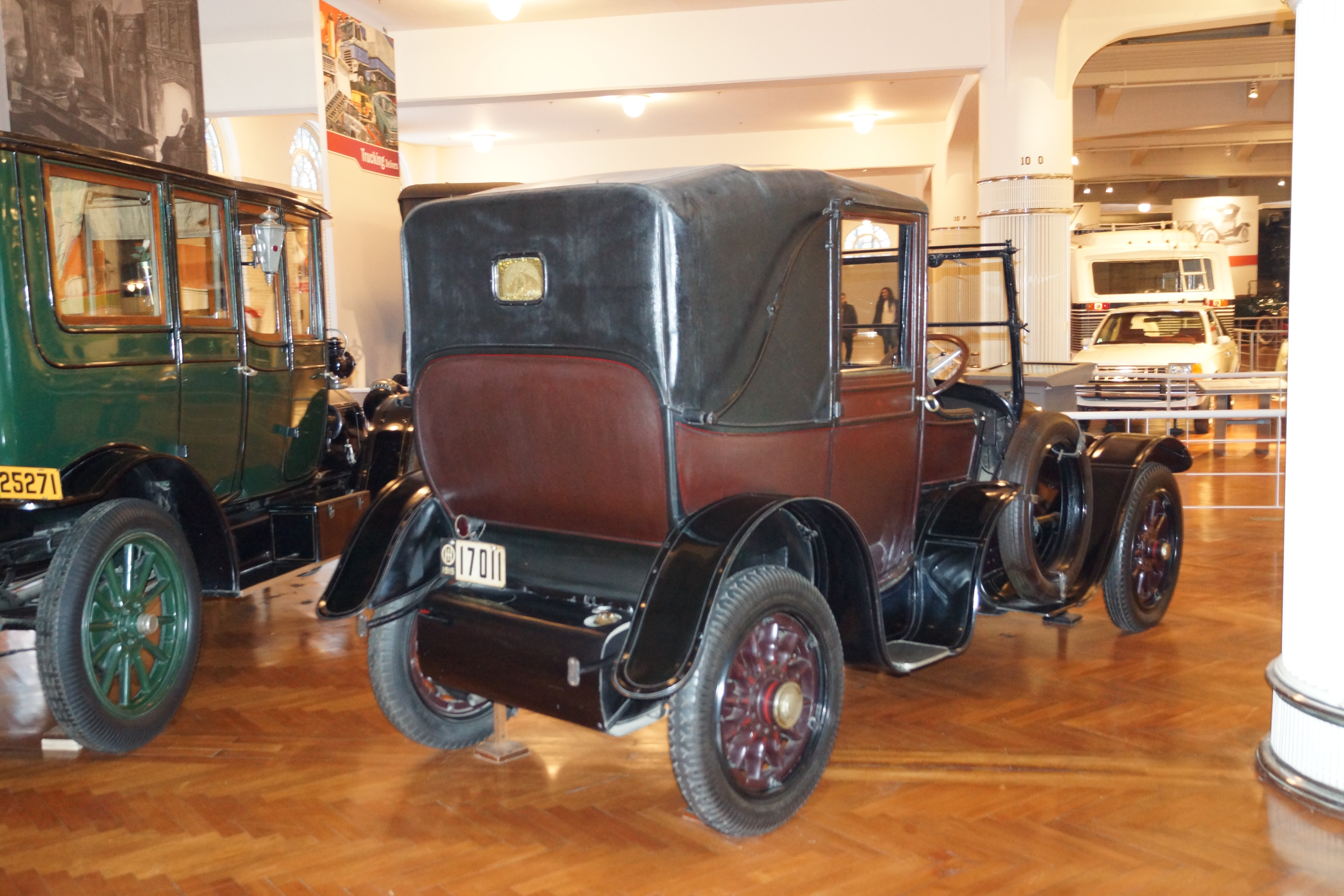
Landaulet de la ciudadde Brewster & Co.de 1915

En inglés británico, el término landaulet se utiliza específicamente para carruajes tirados por caballos, y landaulette se utiliza para referirse a vehículos de motor.
Como muchos otros estilos de carrocería, los Landaulets continuaron desde los carruajes tirados por caballos hasta los automóviles. El estado de la sección del conductor puede variar desde no tener ninguna protección contra la intemperie, como solía ser el caso de los primeros landaulets,a estar completamente cerrado.

### SigloXX

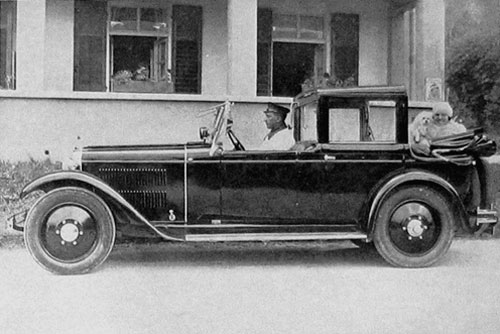
Steyr 19 Tipo XX de 1929
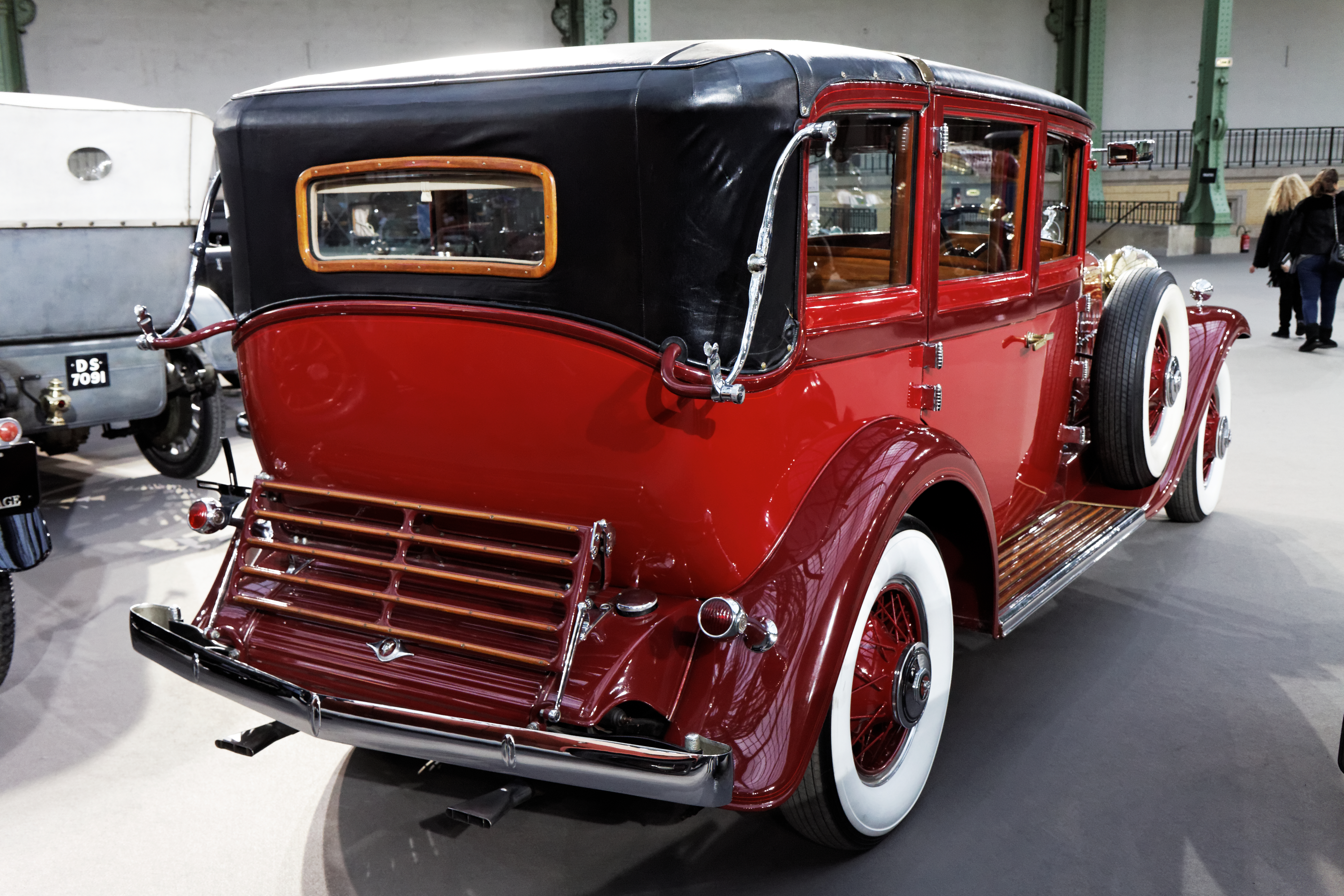
Cadillac V-16 de 1930
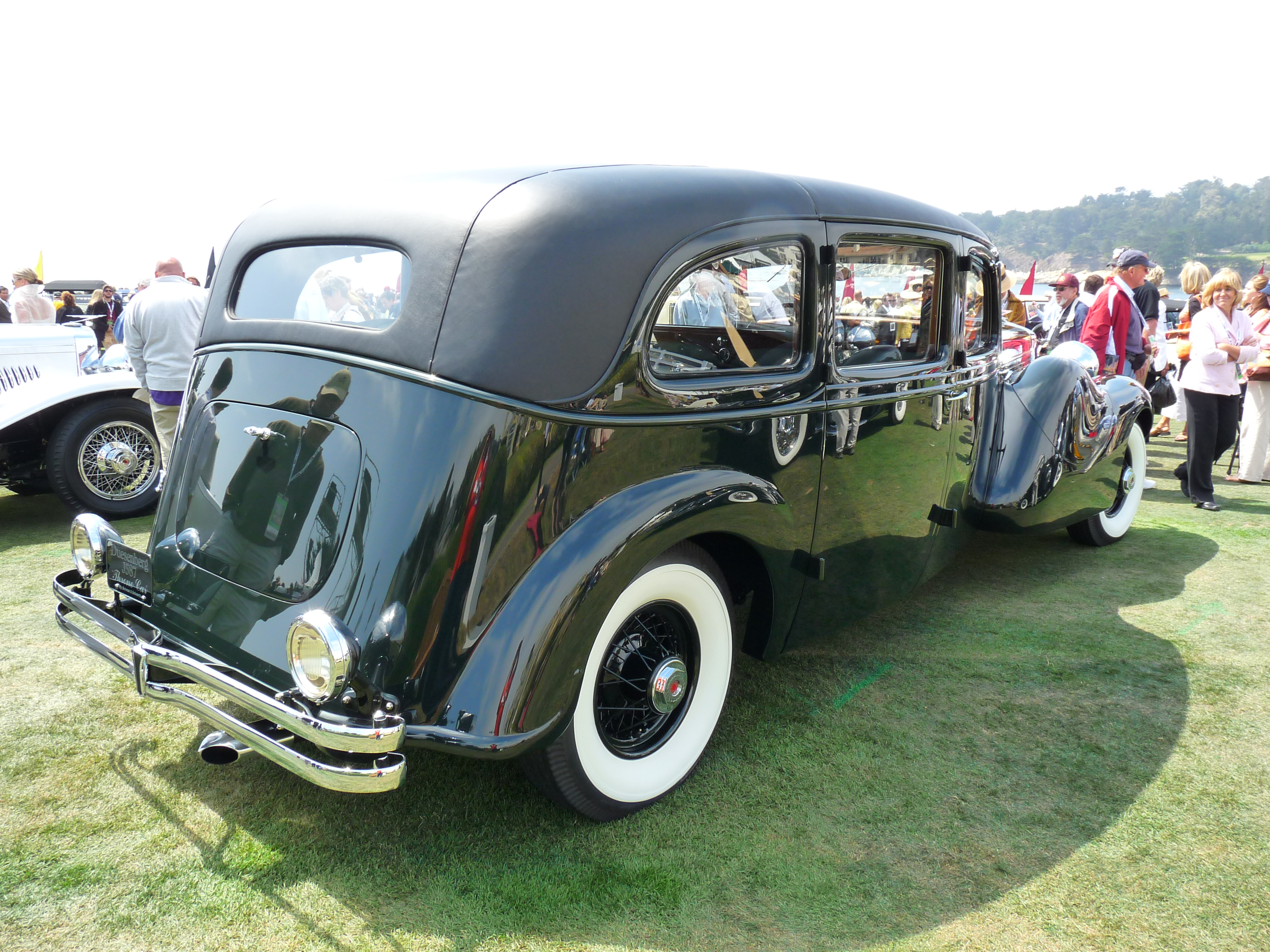
Duesenberg J de Bohmann y Schwartz de 1937

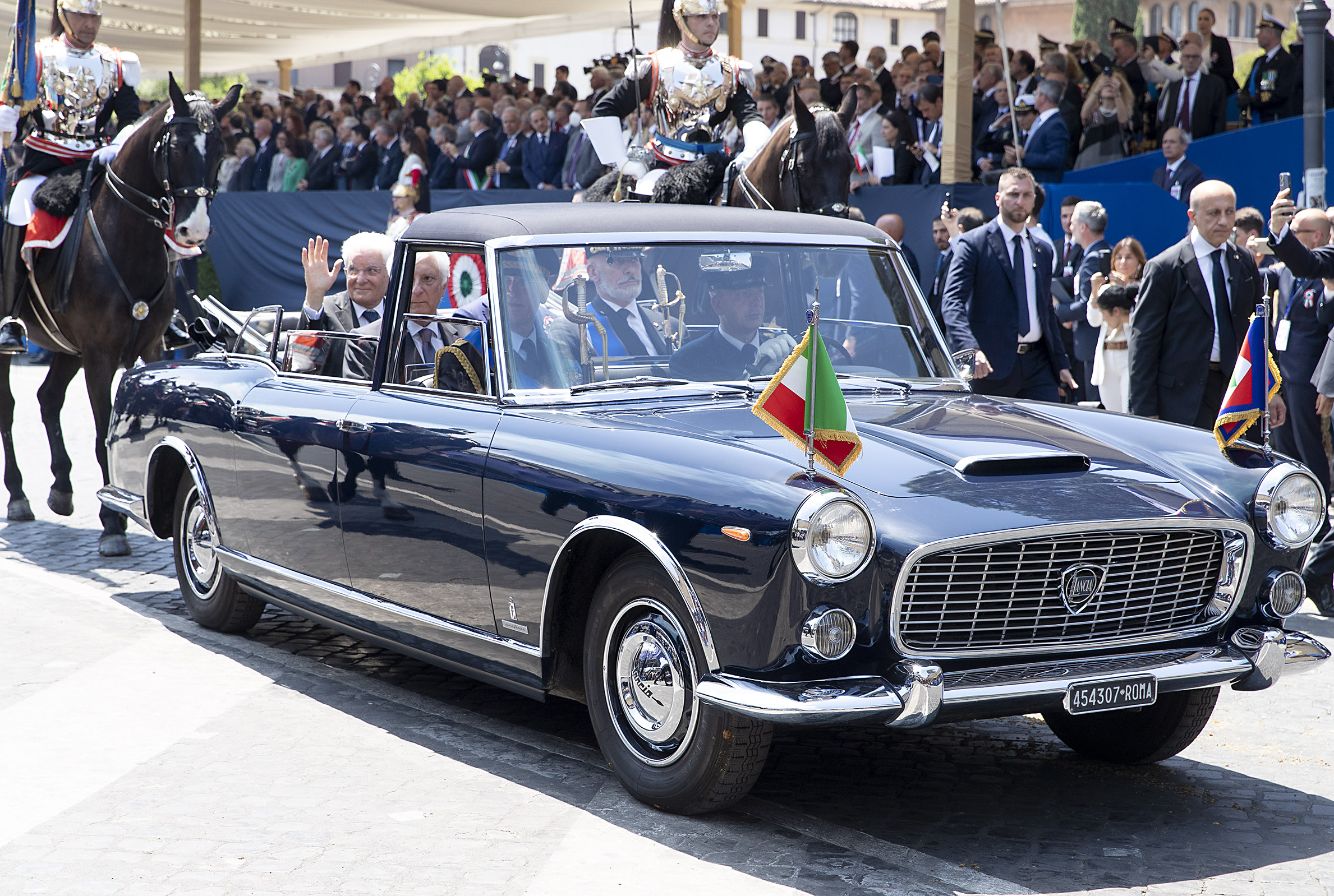
Lancia Flaminia presidencial de 1960, un coche de Estado para el presidente de la república italiana
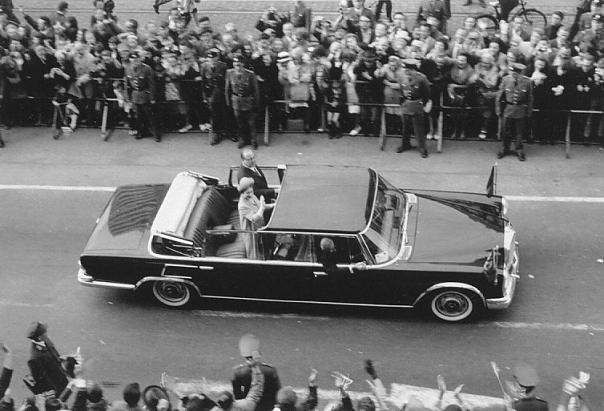
La reina IsabelIes un Landaulet Mercedes 600 en Duisburgo, Alemania, 1965
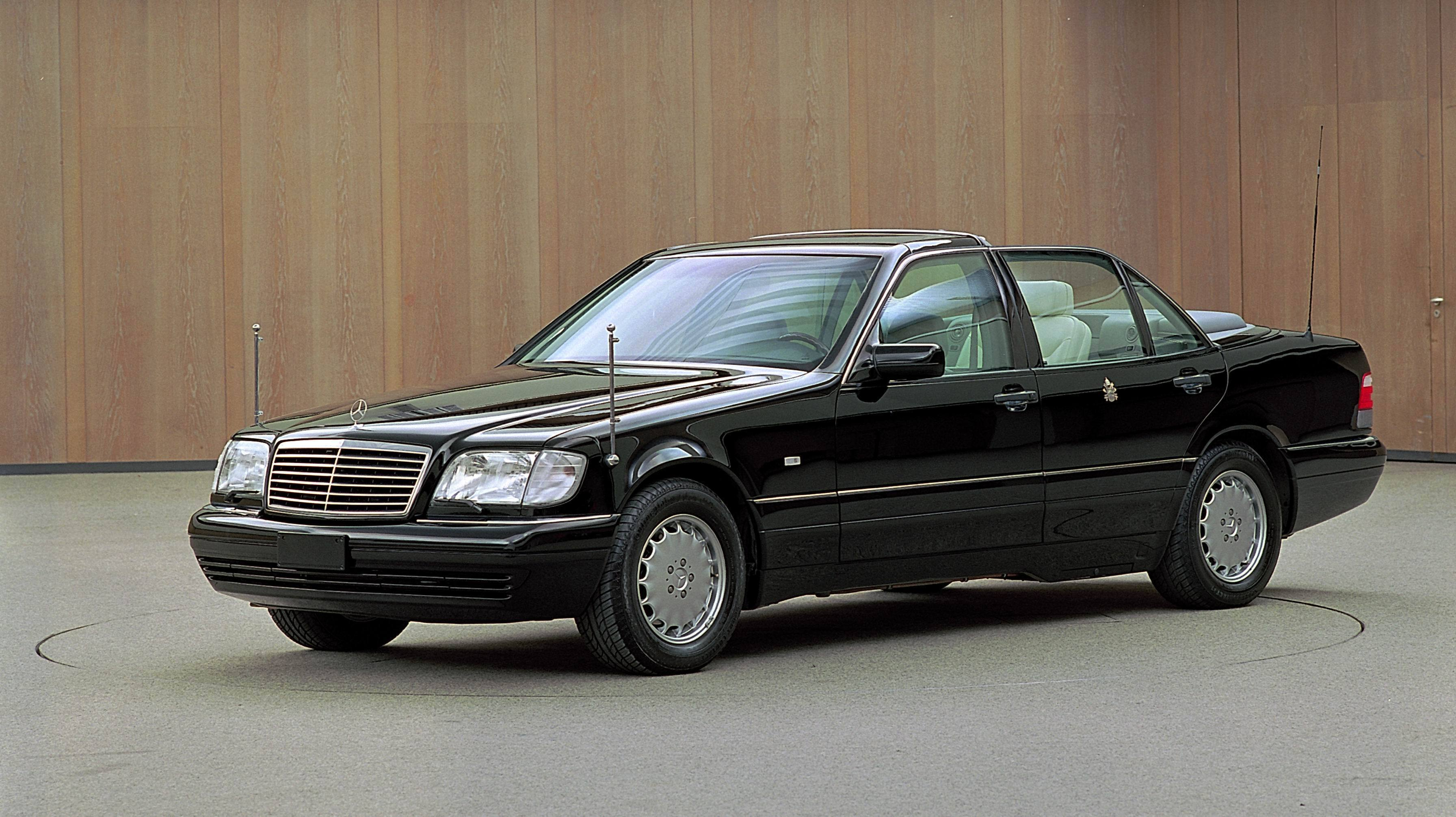
Landaulet Mercedes-Benz S500 de 1997 utilizado por el Papa

Los nuevos Landaulet se volvieron raros en los años 30.

Después de la Segunda Guerra Mundial, los landaulets pasaron de moda y se construyeron únicamente como autos de desfile para jefes de Estado. El papa Juan XXIII, el papa Pablo VI y el papa Benedicto XVI utilizaron landaulets basados en automóviles Mercedes-Benz, pero después de 1970 parecían preferir en general vehículos militares o comerciales modificados para el mismo trabajo. Los coches Landaulet no protegen a sus ocupantes de los asesinos.

### 'Coches conceptuales' delsigloXXI

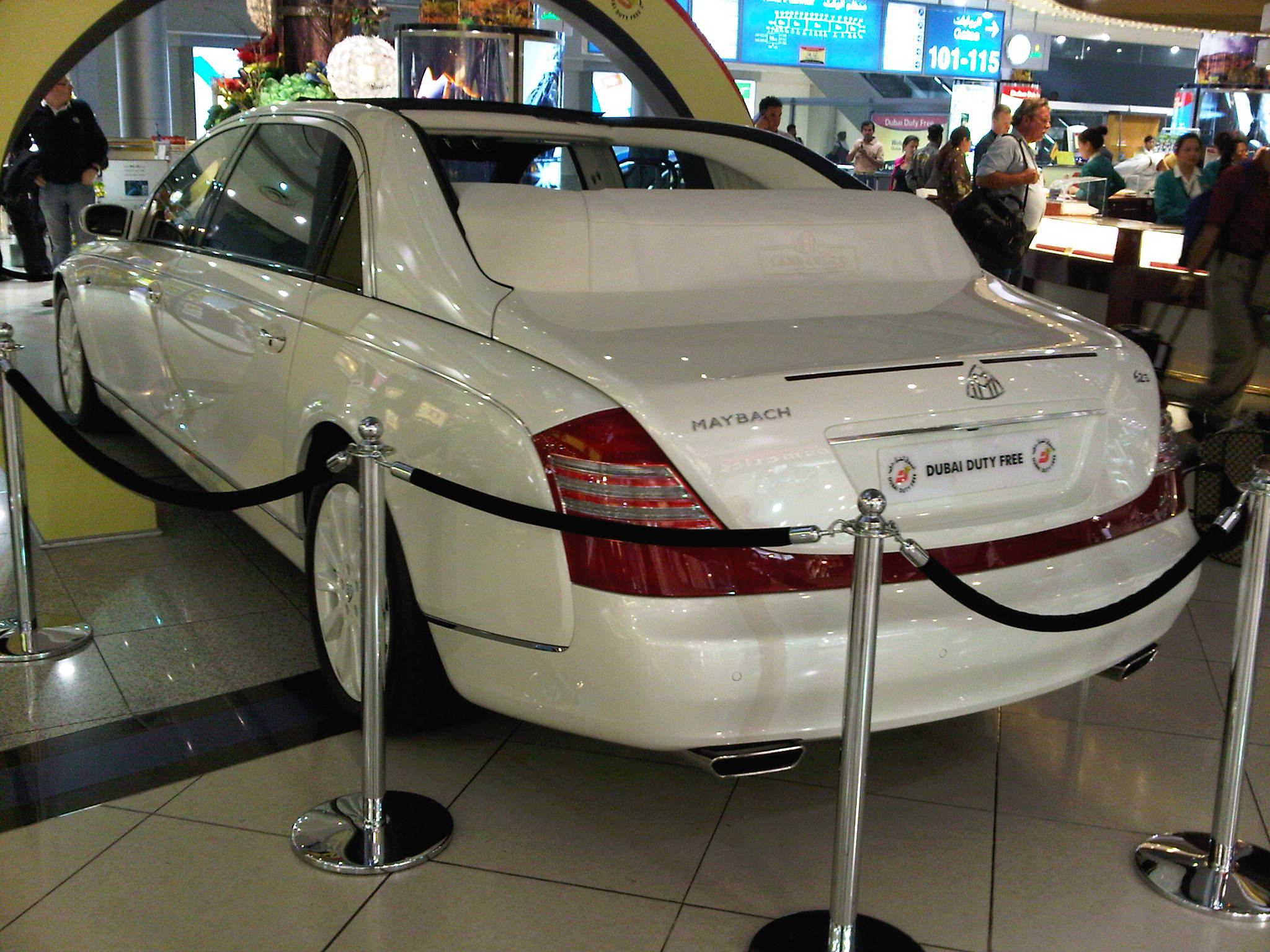
Maybach 62 landaulet

En 2011, se creó un landaulet Lexus LS 600h L para utilizarlo en la boda del príncipe Alberto II de Mónaco y Charlene Wittstock. El coche sirvió para transportar a los novios el día de su boda y posteriormente fue expuesto en el Museo Oceanográfico de Mónaco.
El Peugeot 607 Paladine es una versión landaulet única del Peugeot 607. Fue construido como un prototipo de automóvil y presentado en marzo de 2000 en el Salón del Automóvil de Ginebra. El coche fue utilizado por primera vez siete años después por Nicolas Sarkozy en su toma de posesión como presidente de Francia en mayo de 2007.
La división Maybach de Mercedes-Benz Group mostró un prototipo de automóvil Landaulet Maybach 62 en el Salón Internacional del Automóvil de Oriente Medio en noviembre de 2007. Agregaron el landaulet a su línea de modelos 2009.